# 4533 Orth
4533 Orth (1986 EL) là một tiểu hành tinh vành đai chính được phát hiện ngày 7 tháng 3 năm 1986 bởi C. S. Shoemaker ở Palomar.